# Isabela (Isabela)
Isabela es un barrio-pueblo ubicado en el municipio de Isabela en el estado libre asociado de Puerto Rico.  En el Censo de 2010 tenía una población de 7.826 habitantes y una densidad poblacional de 2.076,73 personas por km².

## Geografía
Isabela se encuentra ubicado en las coordenadas 18°30′3″N 67°1′23″O / 18.50083, -67.02306. Según la Oficina del Censo de los Estados Unidos, Isabela tiene una superficie total de 3.77 km², de la cual 3.77 km² corresponden a tierra firme y (0.07%) 0 km² es agua.

## Demografía
Según el censo de 2010, había 7.826 personas residiendo en Isabela. La densidad de población era de 2.076,73 hab./km². De los 7.826 habitantes, Isabela estaba compuesto por el 83.86% blancos, el 6.64% eran afroamericanos, el 0.32% eran amerindios, el 0.33% eran asiáticos, el 5.51% eran de otras razas y el 3.34% pertenecían a dos o más razas. Del total de la población el 99% eran hispanos o latinos de cualquier raza.